# Лимановская, Элизабет
Элизабет Лимановская (латыш. Elizabete Limanovska; род. 30 сентября 2000) — латвийская шахматистка, чемпионка Латвии по шахматам (2018), мастер ФИДЕ среди женщин (2017).

## Биография
Воспитанница шахматной школы города Даугавпилса. Семь раз побеждала в чемпионатах Латвии по шахматам среди девушек: в 2009 году в возрастной группе до 10 лет, в 2012 году в возрастной группе до 12 лет, в 2014 году в возрастной группе до 14 лет, в 2015 и 2016 годах в возрастной группе до 16 лет, в 2017 и 2018 году в возрастной группе до 18 лет. Неоднократная участница юношеских чемпионатов Европы по шахматам (2010 — U10; 2014 — U14; 2016 — U16; 2017 — U18) и юношеских чемпионатов мира по шахматам в различных возрастных группах (2011, 2012 — U12; 2015, 2016 — U16; 2017 — U18). 
В апреле 2017 года в Риге приняла участие в индивидуальном чемпионате Европы по шахматам среди женщин. В конце июля и в начале августа того же года в Эрфурте приняла участие в международном женском турнире и выполнила норму мастера ФИДЕ (WFM). С 2011 года регулярно участвовала в чемпионатах Латвии по шахматам среди женщин. В мае 2018 года победила на чемпионате Латвии по шахматам среди женщин.
Представляла Латвию на женской шахматной олимпиаде (2018). Также представляла команду Латвии на командном чемпионате Европы по шахматам (2019).